# 포괄보조금
포괄보조금은 중앙 정부에서 지방 정부에게 지원해주는 보조금을 일컫는 단어이다. 포괄보조금을 중앙 정부로부터 지원받는 지방 정부는 포괄보조금을 해당된 지방의 발전과 정책에 사용한다.

## 정의
포괄보조금은 국가균형발전특별법에서 정하고 있으며 지역 발전과 정책 외에의 사용을 금지하고 있다. 지방의 교육이나 보건 등을 위한 정책에서도 사용이 되며 포괄보조금은 한 국가의 지역들에 대한 균형 발전을 위해 있는 제도가 된다. 포괄보조금을 받음으로서 지방 정부엔 그만큼 폭넓은 재량권이 부여되지만 포괄보조금의 목표에 대해 갈등이나 성과책임에 대한 모호성이 문제가 되기도 한다. 이러한 문제점이 발생하지 않도록 중앙 정부에서는 포괄보조금을 지원하는 지방 정부에 대한 통제권을 가지고 있으며 포괄보조금이 목적 외에 다른 곳에 악용되지 않는지도 면밀하게 감시한다.

## 같이 보기
- 정부
- 보조금